# Richard Warren
Pour les articles homonymes, voir Warren.
Richard Warren, né vers 1578 et mort vers 1628, est un passager du Mayflower et signataire du Mayflower Compact.
Grâce à leurs sept enfants, Richard Warren et de sa femme Elizabeth (née Walker), ont aujourd'hui beaucoup de descendants. Certains descendants notables comprennent Ulysses S. Grant, Franklin Delano Roosevelt, Alan Shepard, Orson Welles, Laura Ingalls Wilder ou encore Ernest Hemingway.